# Геннадій (Шиприкевич)
Генна́дій (Шиприке́вич) (Шиприке́вич Григо́рій Фе́́дорович; 29 вересня 1892, Годомичі Луцького повіту — 27 жовтня 1972, Чикаго) — єпископ Січеславський Української автокефальної православної церкви.

## Життєпис
Його батько був протоієреєм в Годомичах. Три його брати теж стали священниками. Розпочав навчання в Житомирській духовній семінарії, 1909 року закінчує, 1913 — випускник Кременецької Волинської духовної семінарії. Оселяється у Києві.
У середині 1910-х долучається до українського національного руху. Не маючи бажання захищати інтереси Російської імперії, ухиляється від призову на початку Першої світової війни.
1916 року одружується, оселяється в селі Київської губернії, продовжує брати участь в українських гуртках та «Просвіті».
1921 року приєднується до новоствореної Української автокефальної православної церкви.
У часі геноциду українського народу в СРСР комуністи убили голодом його дружину Марію і сина, виховував вцілілу доньку Людмилу та сина. Син Олег став членом ОУН, загинув молодим.
У роки Другої світової війни приєднався до відроджуваної Української автокефальної церкви, котру очолив митрополит Луцький і Ковельський Полікарп (Сікорський).
До травня 1942 року працював у селах Вараш біля Рафалівки, Тинному (де створив церковний хор) і приписному храмі Зносич. Назавжди на цвинтарі залишив свого сина Олега — члена ОУН, який з дитячих років хворів на сухоти, і дружину — матушку Марію. Ставши вдівцем, він разом з дочкою Людмилою переховувався від депортації в Сибір.
Пострижений у чернецтво з іменем Геннадій і 24 травня 1942 року висвячений на єпископа Січеславського (Дніпропетровського). В архиєрейській хіротонії взяли участь Полікарп (Сікорський), митрополит Луцький і Ковельський та Мстислав (Скрипник), єпископ Переяславський.
Прибуває на Січеславщину з братами Іваном та Никоном й дочкою Людмилою. Через місяць після їхнього прибуття з 30 українських парафій стало 70. На час евакуації в 1943 їх було понад 150. В тому часі відвідує Крайову штаб-квартиру ОУН, а деякі члени ОУН були висвячені на священників.
У жовтні 1943 прибуває до Луцька, розпорядженням адміністратора УАПЦ Полікарпа призначений тимчасовим керуючим Володимир-Волинської єпархії УАПЦ. Зведений у сан архієпископа.
1944 року емігрував: Польща, Словаччина, Австрія, врешті до Німеччини. На Соборі УАПЦ, що відбувся 14–16 березня 1946 року в Еслінгені, Німеччина, пердбачалося, що архієпископ Геннадій мав очолити новостворену єпархію у Австрії. Проте, цього проєкту не вдалося зреалізувати.
1950 року переїздить до США, увійшов в юрисдикцію Української православної церкви в США, стає вікарієм Першоієрарха митрополита Іоанна (Теодоровича).

Довгі роки очолював українські церковні громади в Чикаго. За даними священника Юрія Толочного, настоятеля храму Почаївської ікони Божої Матері УАПЦ у Сарнах, Шиприкевич обіймав цю посаду до кінця свого життя — 27 жовтня 1972 року.

1962 року залишив юрисдикцію УПЦ в США і спробував приєднатися до Української греко-православної церкви Америки, що перебувала в юрисдикції Константинопольського патріархату, очолюваної Богданом (Шпилькою). Одначе його приєднання не було визнане Синодом Константинопольського патріархату, він опинився в повній ізоляції, тому 1 вересня того ж 1962 року приєднується до Соборноправної української автокефальної православної церкви, яку залишив 15 листопада 1964 року, приєднавшись до іншої юрисдикції — Української автокефальної православної церкви у вигнанні. 
Його пресовим органом в Чикаго був видаваний Українським православним братством Святої Трійці квартальник «Голос православного братства».
Після його смерті парафія змогла врегулювати свій церковний стан. Похований в Чикаго на кладовищі Ельмсвуд.
Літопис його родини досліджував волинський історик Володимир Рожко.